# 妖怪探偵團
『妖怪探偵團』（ようかいたんていだん、英: Apparitions Club）は、手塚治虫による日本の漫画作品。1948年に東光堂から描き下ろし単行本として刊行された。
手塚治虫漫画全集や手塚治虫文庫全集には未収録であり、これまで復刻刊行が見送られたままの作品。復刻が行われない理由は、様々な精神病や奇形などを扱い差別用語が頻出しているためと考えられている。

## あらすじ
精神病院から患者が次々と姿を消した。それを手引きしていたのは、「妖怪クラブ」と名乗る一団であった。アラビヤの魔法使いと称するドロームが会長として率いる妖怪クラブはきちがいとかたわとおばけの集まりであり、ふつうの人間からつまはじきにされているものの集いである。彼らは精神病患者を病院から連れ出して新たな会員として入会させていたのである。院長ヒゲオヤジの甥であるケンちゃんが妖怪クラブに潜入し、世の中の人間をすっかりきちがいにしてしまおうとする彼らの目的を聞く。さらに近くに住む猿飛佐助の子孫を入会させようとしている企みを知ったケンちゃんはクラブから脱出し、彼らが狙う少女・猿飛サチ子に出会い、妖怪クラブの企みを伝える。サチ子は先祖から受け継いだ異常体質の持ち主で、その体質のため忍術を使うことができるのである。妖怪クラブは世の中の人々を発狂させる事件を次々と起こしていく。ドロームの魔の手がヒゲオヤジにも伸びるがそこにサチ子が現れ、サチ子の忍術とドロームの魔法の対決が始まる。

## 登場人物
ケンちゃん
主人公の少年。おじが院長を務める精神病院で起こった事件の謎を追う。
ヒゲオヤジ
精神病院の院長。ケンちゃんのおじ。
猿飛サチ子
猿飛佐助の７代目の子孫となる少女。先祖から受け継いだ異常体質の持ち主で忍術を操ることができる。ケンちゃんと共に妖怪クラブと対決する。
猿飛博士
サチ子の父親で医学博士。異常体質の持ち主ではないので忍術を使うことはできない。優れた医師であり、妖怪クラブの会員たちを治療することになる。
ドローム
妖怪クラブの会長。会員からはアラビヤの有名な魔法使いと認識されており、様々な魔法を使う。しかし実はこの会長も・・・
副会長
妖怪クラブの副会長。骸骨の姿をしているが外ではシルクハットを深くかぶって変装し、精神病院から新たな会員を集めている。700年前の人間で、天国に見放されたため骨だけになっても死ぬことができない。
チョン切りの名人
妖怪クラブの古い会員。筋骨隆々たる半裸姿で大きな剣を持っている。今までに999人を殺した。
人間か動物かわからない会員
妖怪クラブの古い会員。犬のような姿をしている。本人はたぶん犬と猫とネズミと人間のあいのこだと認識している。
三頭（みつがしら）
妖怪クラブの古い会員。頭が三つある人間。三つ子で生まれるはずだったが、くっついたまま生まれた。
ゴム人間
妖怪クラブの古い会員。体がゴムのように伸びる。
妖怪クラブの新会員たち
オッサン、チックとタック、タコ

## 書誌情報
- 『妖怪探偵團』 東光堂　1948年[注 1]
- 手塚治虫 著『妖怪探偵団』,東光堂,昭和23. 国立国会図書館デジタルコレクション